# 网纹绒毛鲨
网纹绒毛鲨（学名：Cephaloscyllium fasciatum），又称網紋絨毛鮫，为软骨鱼纲真鲨目猫鲨科绒毛鲨属的鱼类。在中国，分布于南海、东海南部等海域。该物种的栖息深度为220米至450米。